# EIF2S2
EIF2S2‏ (Eukaryotic translation initiation factor 2 subunit beta) هوَ بروتين يُشَفر بواسطة جين EIF2S2 في الإنسان.